# Chalid Muszir
Chalid Muszik isma’il, Khalid Mushir Ismail (ur. 14 lutego 1981 w Dahuk) – iracki piłkarz występujący na pozycji pomocnika w irackim klubie Zakho. Wychowanek Mosul, w trakcie kariery reprezentował także barwy takich klubów jak Erbil oraz Dohuk. Były reprezentant Iraku, a także reprezentant Irackiego Kurdystanu.